# سهره زرد کلاه‌دار
سهره زرد کلاه‌دار (Spinus magellanicus) یک پرنده گنجشک‌سان کوچک از خانواده سهرگان راستین است که بومی آمریکای جنوبی است. این گونه وابسته به کلاد فرضی سهره‌های زرد سرسیاه نوگرمسیری در سردهٔ Spinus sensu lato است.